# Plan Marshall pour la Wallonie
Le Plan Marshall pour la Wallonie est un programme à long terme de redéveloppement économique de la Région wallonne présenté par le Gouvernement wallon le 30 août 2005. Il s'articule au départ sur cinq axes prioritaires : la mise en œuvre de pôles de compétitivité — par exemple en matière de recherche et de développement. La création d’activités économiques marchandes — ou pas — constitue le principe de base. Il vise aussi à diminuer la fiscalité des entreprises, soutenir l’innovation et développer la connaissance des langues[réf. souhaitée].
Il a été au centre de l'action de trois gouvernements successifs depuis 2005 et demeure une priorité du gouvernement de Paul Magnette. Il a présenté ses objectifs le 29 mai 2015.